# Nokia 800 Tough
Il Nokia 800 Tough è un feature phone rugged presentato da Nokia all'IFA 2019, nel contesto della linea Nokia Originals, ossia telefoni cellulari che hanno fatto la storia dell'azienda finlandese, rivisitati in chiave moderna.
Oltre al Nokia 800 Tough, fanno parte della linea Nokia Originals il Nokia 2720 Flip, il Nokia 110, il Nokia 3310 (2017) e il Nokia 8110 4G.
Il prezzo di lancio era di 129 euro.

## Caratteristiche tecniche

### Hardware
Il Nokia 800 Tough è dotato di chipset Qualcomm Snapdragon 205, display da 2,4" 240x320, 512 MB di RAM e 4 GB di memoria interna espandibile con microSD, connettività 4G LTE 150/50 Mbps, WiFi 802.11 b/g/n, Bluetooth 4 con A2DP, GPS assistito e GLONASS, radio FM, microUSB 2.0, fotocamera posteriore da 2 megapixel. La batteria agli ioni di litio da 2100 mAh non è removibile, e ha una durata dichiarata fino a 43 giorni in standby.
Il dispositivo è caratterizzato dall'essere un rugged phone, con certificazione allo standard International Protection IP68 e allo standard militare MIL-STD-810-G, ossia resistenza all'acqua fino a 1 metro e mezzo di profondità, alla polvere, alle cadute fino a 1,8 metri di altezza e alle temperature estreme, da -20 a +55 °C.

### Software
Il sistema operativo è KaiOS, il dispositivo ha un lettore MP3/WAV/AAC/MP4/H.264, la digitazione T9 predittiva, supporta app SNS (Social Networking Service) tra cui WhatsApp, Facebook e Assistente Google.